# Giel Beelen

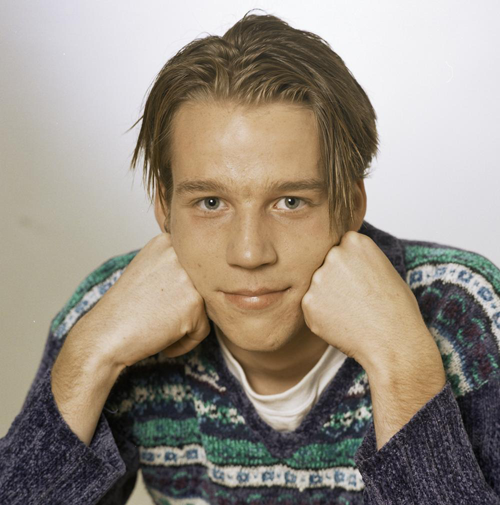
Giel Beelen in 1998

Michiel Antonius Adrianus (Giel) Beelen (Haarlem, 25 mei 1977) is een Nederlands radio-dj en ondernemer. Hij verwierf bekendheid bij NPO 3FM waar hij ruim twaalf jaar zijn ochtendshow GI:EL presenteerde. Sinds 2020 runt hij het podcast- en lifestylebedrijf Kukuru en sinds 2023 is hij creatief directeur bij radiozender Yoursafe Radio.

## Jeugdjaren
Beelen begon al vroeg met radiomaken, eerst voor zichzelf met cassettebandjes, later ook als presentator van het kinderprogramma Truffel voor Haarlem105, de lokale omroep van Haarlem. Hier is ook de naam Giel ontstaan ter voorkoming van spraakverwarring toen een tweede Michiel Beelen de Truffelgelederen kwam versterken. Zijn eerste betaalde werk had hij als geluidstechnicus voor onder andere Radio 10 en Radio Noordzee.

## Radioloopbaan

### 3FM
In 1997 begon hij 's nachts bij 3FM programma's te presenteren voor de AVRO. In die tijd deed hij een aantal controversiële zaken, zoals het testen van alcohol en meerdere andere soorten drugs in De Dopeshow. Ook liet hij zich in 2000 in een uitzending van Beelen voor je bek oraal bevredigen door een callgirl.
Na een aantal jaar mocht hij ook overdag gaan presenteren. Voor de KRO maakte hij op 3FM het middagprogramma Giel hier, maar hij werd in januari 2001 ontslagen vanwege een interview in de Mikro Gids waarin hij Mein Kampf van Adolf Hitler het "meest indrukwekkende boek dat hij kende" noemde, omdat het in zijn ogen interessant was het werk van een geestelijk gestoorde te lezen. Hierna ging hij voor de VARA weer 's nachts presenteren, maar ook daar werd hij ontslagen omdat hij tijdens de hype over de poederbrieven na 11 september 2001 luisteraars opriep een brief met meel naar de KRO te sturen.
Hierna was Beelen een tijd niet te horen op de radio, maar medio 2002 mocht hij weer invallen voor andere dj's en kreeg hij toch weer nachtzendtijd. Vanaf 1 september 2003 was hij dagelijks 's avonds tussen 18:00 en 20:00 uur te beluisteren via de NPS met eerst GigaGiel wat later Hard en Giel werd. In oktober 2003 won hij de Marconi Award voor beste radiomaker van 2003. De jury roemde zijn "leuke, afwijkende en gekke geluid" en merkte op dat "hoe ouder hij wordt, hoe beter hij wordt". Hij herhaalde dit kunstje in 2005, 2006 en 2007. In dat laatste jaar won hij er twee. In 2009 werd hij wederom genomineerd. Sinds maandag 17 mei 2004 presenteerde hij voor de VARA op 3FM tussen 6:00 en 9:00 uur het ochtendprogramma GIEL. Ook vulde hij wekelijks de nacht van vrijdag op zaterdag met zijn programma Nachtegiel (zowel op radio als op tv). In oktober 2007 verlengde hij zijn  contract bij de VARA, dat afliep in 2010. De bedoeling was dat hij tot die tijd voor de VARA op 3FM te horen zou zijn in de ochtend van 6:00 tot 9:00 uur; vanaf september 2009 werd dit van 6:00 tot 10:00 uur. In september 2010 tekende Beelen wederom een meerjarig contract bij de VARA om de ochtendshow GIEL en andere programma's op 3FM te blijven presenteren.
Op 19 september 2016 reageerde hij op een eerder verschenen artikel van het AD over het stoppen met de ochtendshow op NPO 3FM. Beelen maakte daarin bekend dat hij na ruim twaalf jaar ging stoppen met de ochtendshow GIEL. Later kondigde hij aan om vanaf 6 januari 2017 te starten met een nieuw liveprogramma. Op vrijdag 11 november 2016 was de laatste uitzending van GIEL te horen op NPO 3FM.
Hij begon op 6 januari 2017 met de presentatie van een elke vrijdag, zaterdag en zondag van 19:00 tot 22:00 uur uitgezonden programma genaamd 'On Stage' op NPO 3FM, 101TV en YouTube. Hiervoor trok Beelen het land in om in concertzalen en op festivals artiesten en nieuw talent uit binnen- en buitenland te ontmoeten. Het programma bevatte interviews, live optredens, backstage vlogs, exclusieve opnames en ruimte voor ontwikkeling van aanstormende artiesten.
Op 16 augustus 2017 werd de nieuwe programmering van NPO 3FM bekendgemaakt, waaruit bleek dat er per 2 september 2017 geen plaats meer was voor Beelen. Na ruim twintig jaar verliet Beelen NPO 3FM en tevens werd zijn contract met BNNVARA beëindigd. Op 27 augustus 2017 was Beelen voor de laatste keer te horen bij de NPO en zei in zijn slotwoord: "we komen elkaar vast nog weleens een keer tegen".

### Wereldrecord
Ter gelegenheid van het tienjarig bestaan van zijn ochtendprogramma GIEL op NPO 3FM, deed Beelen van 12 tot en met 20 mei 2014 een poging het wereldrecord radiomaken te verbreken. Hij kwam uiteindelijk uit op 198 uur en 10 seconden radiomaken. Twee weken eerder ondernam de Vlaamse radiopresentator Lennart Creël een soortgelijke poging: van 26 april tot en met 4 mei 2014 maakte hij 190 uur radio. Daags na Giels recordpoging werd bekend dat Eduard De Schrijver uit Denderhoutem in 1985 het wereldrecord op 562 uur had gebracht, een record dat door Guinness World Records werd erkend, maar later is geschrapt. Op 11 juni 2014 werd het wereldrecord door Guinness World Records goedgekeurd.

### Radio Veronica
Op 30 augustus 2017 werd bekendgemaakt dat Beelen een contract had getekend bij Radio Veronica. Sinds 9 oktober 2017 presenteert hij hier iedere werkdag van 06:00 tot 09:00 uur De Veronica Ochtendshow met Giel. Op zaterdag was tussen 08:00 en 12:00 uur een compilatie-uitzending te horen. De laatste uitzending van Beelen op Radio Veronica was op vrijdag 25 september 2020.

### NPO Radio 2
Op 14 juli 2020 maakte de NPO bekend dat Beelen per 5 oktober 2020 overstapt van Radio Veronica naar NPO Radio 2, alwaar hij voor BNNVARA elke werkdag het nachtprogramma GIEL tussen 4:00 en 6:00 uur zal presenteren en met deze overstap na ruim 3 jaar weer terugkeert bij de NPO en BNNVARA. Hij begon daar op 21 september 2020. Later (vanaf oktober 2021) schoof Beelen door naar de doordeweekse late avond (22:00-00:00 uur).
Op 21 maart 2021 maakten NPO Radio 2 en BNNVARA bekend dat Beelen de opvolger was van de naar Radio Veronica vertrokken Rob Stenders als mede presentator van de Verrukkelijke 15 met Leo Blokhuis op de zondagmiddag tussen 16:00 en 18:00 uur. Vanaf augustus 2021 presenteert Blokhuis het programma weer in zijn eentje.
Vrijdagavond 23 december 2022 was de laatste radio-uitzending van Beelen op NPO Radio 2. Hij zei toen samen met zijn vriendin voor een jaar (geheel 2023) op wereldreis te gaan.
Beelen presenteerde regelmatig Rinkeldekinkel op NPO Radio 2 bij afwezigheid van Jeroen van Inkel. In maart 2021 kampte Van Inkel met stemproblemen waardoor hij langere tijd afwezig was. Beelen maakte het programma toen met Van Inkel's sidekick Jesse Sprikkelman.
Op maandag 8 juli 2024 maakten NPO Radio 2 en BNNVARA bekend dat Beelen op contractbasis terugkeert op de zender. Hij zal  samen met Roelof de Vries de dagelijkse ochtendshow Jan-Willem Start Op! presenteren wanneer Jan-Willem Roodbeen en Jeroen Kijk in de Vegte afwezig zijn. 

### Kukuru
In januari 2020 lanceerde Beelen zijn podcast Kukuru, dat hij sindsdien wekelijks maakt. Hij gaat in gesprek met gasten over zelfhulp. In zijn eerste aflevering was Emile Ratelband te gast. Daarna volgde gasten als Wim Hof, Michael Pilarczyk, Fajah Lourens en Arie Boomsma. In 2021 gaf hij een essay onder dezelfde naam. Er worden geregeld evenementen en workshops georganiseerd als verlengstuk van de podcast.  
In 2021 verkocht Beelen samen met het bedrijf Superfoodies het omstreden kruidenpreparaat Shambala. Ook dit viel onder de vlag van Kukuru. Volgens Beelen gaf het middel 'toegang tot je innerlijke kracht'. Superfoodies benadrukte dat Shambala geen geneesmiddel was maar een voedingssupplement. In januari 2022 werd het middel door de Nederlandse Voedsel- en Warenautoriteit uit de handel genomen vanwege gezondheidsrisico's.

### Yoursafe Radio
Op 30 augustus 2023 werd bekend dat Giel Beelen de creatief directeur van het nieuwe landelijke radiostation Yoursafe Radio (daarvoor Radio4All) is geworden. Daar heeft hij de dagelijkse leiding. 

## Privéleven
Beelen trouwde drie keer in het buitenland (Jamaica, Mexico en Las Vegas) met de Nederlandse radiopresentatrice Marisa Heutink, maar de twee lieten hun huwelijk nooit in Nederland bekrachtigen. In 2008 maakten zij bekend, na meer dan acht jaar een relatie te hebben gehad, niet meer bij elkaar te zijn en al een paar maanden niet meer samen te leven.
In augustus 2023 trouwde Beelen met zijn nieuwe partner. In datzelfde jaar kregen zij een dochter, en in 2025 volgde een zoon.

## Trivia
- Beelen is in de films De Smurfen, De Smurfen 2 en The Smurfs: The Legend of Smurfy Hollow de stem van Vertelsmurf. In de film Monsters University is Beelen de stem van de slak. Ook sprak Beelen stemmen in voor de films Horton Hears a Who! en Sing (als verslaggever Bob).
- Beelen speelde zichzelf in de film Lover of loser.
- Beelen is regelmatig te gast in het omstreden programma RoddelPraat, van Dennis Schouten en Jan Roos.
- In 2025 deed Beelen mee als dragqueen aan het televisieprogramma Make Up Your Mind.

## Radioprogramma's
| Programma                        | Omroep                | Uitzendtijd                        | Jaar                                                      |
| -------------------------------- | --------------------- | ---------------------------------- | --------------------------------------------------------- |
| Pyjama FM                        | AVRO (3FM)            | Nacht                              | 1997-1998                                                 |
| De Overnachting                  | AVRO (3FM)            | Nacht                              | 1998-1999                                                 |
| Nachtegieltje                    | NOS (3FM)             | Nacht                              | 1999-2000                                                 |
| Beelen voor je Bek               | NOS (3FM)             | Nacht                              | 1999-2000                                                 |
| De Feestcommissie                | AVRO (3FM)            | Nacht                              | 2000                                                      |
| De Dopeshow                      | NOS (3FM)             | Nacht                              | 2000                                                      |
| 0800 Giel Hier!                  | KRO (3FM)             | Middag                             | 2000 - 2001                                               |
| De hele week-up                  | AVRO/NPS (3FM)        | Nacht                              | 2003                                                      |
| Giga Giel                        | NPS (3FM)             | Avond                              | 2003 - 2004                                               |
| Hard en Giel                     | NPS (3FM)             | Vrijdagavond                       | 2003 - 2004                                               |
| GIEL                             | VARA (NPO 3FM)        | Vroege ochtend                     | mei 2004 - 11 november 2016                               |
| Nachtegiel                       | VARA (NPO 3FM)        | Nacht                              | 2004 - 2013                                               |
| GielJazz                         | VARA (NPO Radio 6)    | Zaterdagavond                      | 2009 - december 2015                                      |
| VIRUS                            | AVRO (NPO Radio 4)    | Avond                              | maart 2011                                                |
| Eva en Giel                      | BNNVARA (NPO 3FM)     | Vrijdagavond                       | augustus 2015 - 11 november 2016 (samen met Eva Koreman)  |
| 3FM Serious Request              | NPO 3FM               | 24/7 tijdens de week voor kerst    | 2004, 2005, 2006, 2008, 2009, 2010, 2012, 2013 en 2015    |
| On Stage                         | BNNVARA (NPO 3FM)     | Vrijdag-, zaterdag- en zondagavond | januari 2017 - 27 augustus 2017                           |
| De Veronica Ochtendshow met Giel | Radio Veronica        | Vroege ochtend                     | 9 oktober 2017 - 25 september 2020                        |
| Veronica Inside Radio            | Radio Veronica        | Middag                             | Vervanger in april 2019                                   |
| Giel                             | BNNVARA (NPO Radio 2) | Nacht                              | 5 oktober 2020 - 28 februari 2021                         |
| FraGiel                          | BNNVARA (NPO Radio 2) | vrijdagavond                       | 7 maart 2021 - 23 december 2022                           |
| Verrukkelijke 15                 | BNNVARA (NPO Radio 2) | zondagmiddag                       | 21 maart 2021 - 18 december 2022 (samen met Leo Blokhuis) |

## Televisieprogramma's en evenementen
Presentator
- De Wereld Draait Door: regelmatige tafelheer (medepresentator)
- Televisie-uitzending van radioprogramma Nachtegiel
- Zomer 2007: presentator praatprogramma GIEL
- Zomer 2008: presentator Factor Giel
- Top of Flop: dj (medepresentator)
- 2012-2015: presentator en jurylid "De beste singer-songwriter van Nederland"
- 2016: presentatie 3FM Awards van NPO 3FM
- 2016: Youtube en tv-presentatie Giels Talentenjacht van BNNVARA
- 2017: Celebrity Stand-Up
- 2017: presentatie On Stage op NPO 101TV van BNNVARA
- 2017: Hoofdgast in The Roast of Giel Beelen
- 2021: Deelnemer in special forces VIP's

### Presentator van een evenement
- Pinkpop
- Bevrijdingspop
- studentendemonstratie, Amsterdam 30 november 2007
- Dance4life 2006
- Halve finale Clash of the Coverbands 2009 in Paradiso
- Dauwpop, Het Enge Bos Podium
- Livestream-programma HaarlemOnAir: 'De Nachtwacht'

## Discografie
| Titel                    | Omroep                | Jaar | Uitgever          |
| ------------------------ | --------------------- | ---- | ----------------- |
| GI:EL Mega Top 50 Covers | 3FM                   | 2010 | Universal Music   |
| Gieljazz!                | VARA (radio 6)        | 2011 | EMI               |
| Gieljazz! 2              | VARA (radio 6)        | 2012 | EMI               |
| GI:EL Covers             | 3FM                   | 2014 | Universal Music   |
| Git::rlem                | 3FM / Serious Request | 2014 | Harlem Recordings |

#### Bestseller 60
| Boeken met noteringen in de Nederlandse Bestseller 60 | Jaar van verschijnen | Datum van binnenkomst | Hoogste positie | Aantal weken | Opmerkingen |
| ----------------------------------------------------- | -------------------- | --------------------- | --------------- | ------------ | ----------- |
| Kukuru                                                | 2021                 | 10-02-2021            | 15              | 2            |             |

## Prijzen
- Eind 2004 was Beelen een van de drie dj's die meedeed aan de actie 3FM Serious Request op 3FM. Het programma won de Marconi Award 2004-2005 voor het beste radioprogramma.
- In 2010 won Beelen De Gouden RadioRing met zijn programma GIEL.
- In 2012 won het programma Giel! de Zilveren Reissmicrofoon voor beste radioprogramma.
- In 2022 won Beelen de Marconi Oeuvre Award.[24]

Huidige: · Annemieke Schollaardt · Bart Arens · Carolien Borgers · Evelien de Bruijn · Corné Klijn · Daniël Lippens · Desiree van der Heiden · Dolf Jansen · Eddy Keur · Emmely de Wilt · Evert Duipmans · Jan-Willem Roodbeen · Jeroen Kijk in de Vegte · Jeroen van Inkel · Leo Blokhuis · Martine ten Klooster · Morad El Ouakili · Paul Rabbering · Ruud de Wild · Shay Kreuger ·Tannaz Hajeby · Thomas Hekker · Willemijn Veenhoven
Voormalige: Alfred van de Wege · Andrew Makkinga · Bert Haandrikman · Bert Kranenbarg · Cees van Zijtveld · Cielke Sijben · Daniël Dekker · Edwin Diergaarde · Felix Meurders · Ferry Maat · Frank du Mosch · Frits Sissing · Frits Spits · Gerard Ekdom · Giel Beelen · Gijs Staverman · Hans Schiffers · Henk van Steeg · Jan Paul Grootentraast · Jasper de Vries · Jeanne Kooijmans · Jeroen Mulder · Jetske van Staa · Jurgen van den Berg · Karel van Cooten · Kasper Kooij · Kimberley Dekker · Malou Holshuijsen · Marc Adriani · Marisa Heutink · Mart Smeets · Miranda van Holland · One'sy Muller · Peter Schuiten · Peter van Bruggen · Rick van Velthuysen · Rob Stenders · Roeland van Zeijst · Ron Stoeltie · Rutger Radstaake · Ruud Hermans · Sander de Heer · Sander Guis · Sara Kroos · Simone Walraven · Ted de Braak · Thijs Maalderink · Thomas van Vliet · Timur Perlin · Toine van Peperstraten · Tom Mulder · Will Luikinga · Yora Rienstra· Wouter van der Goes· Frank van 't Hof · Stefan Stasse  ·
Jaap Brienen · Vincent Gerhardt · Angelique Houtveen · Pieter Kok · Corné Klijn · Winfried Baijens · Mijke van Wijk · Co de Kloet · Astrid de Jong · Gerard Ekdom · Ruben Hein · Tuffie Vos · Edwin Rutten · Jeroen Kijk in de Vegte · Rudy Mackay · Alfred van de Wege · Giel Beelen · Leo Blokhuis · Dolf Jansen · Frank Jochemsen · Wilfried de Jong